# 스텝 바이 스텝 (2016년 영화)
《스텝 바이 스텝》(Patients, Step by Step)은 프랑스에서 제작된 메흐디 이디르 감독의 2016년 드라마 영화이다. 파블로 폴리 등이 주연으로 출연하였고 에릭 알트메이어 등이 제작에 참여하였다.

## 출연

### 주연
- 파블로 폴리
- 수피안 게라브

### 조연
- 무사 만살리
- 나일리아 아르준
- 프랑크 팔리스
- 야닉 르니에
- 라바 내 우펠라
- 도미니크 블랑

## 기타
- 원작자: 그랜드 콥스 마라드
- 공동제작: 시도니 뒤마
- 의상: 클레어 라카제
- 배역: 다비드 베르트랑